# Mitsuru Komaeda
Mitsuru Komaeda (født 14. april 1950) er en japansk fodboldspiller.

## Japans fodboldlandshold
| Japans landshold | Japans landshold | Japans landshold |
| År               | Kmp              | Mål              |
| ---------------- | ---------------- | ---------------- |
| 1976             | 1                | 2                |
| 1977             | 1                | 0                |
| Total            | 2                | 2                |